# Distrito electoral de Chapin (condado de Morgan, Illinois)
Chapin (en inglés: Chapin Precinct) es un distrito electoral ubicado en el condado de Morgan en el estado estadounidense de Illinois. En el Censo de 2010 tenía una población de 748 habitantes y una densidad poblacional de 11,84 personas por km².

## Geografía
Chapin se encuentra ubicado en las coordenadas 39°46′50″N 90°25′34″O / 39.78056, -90.42611. Según la Oficina del Censo de los Estados Unidos, Chapin tiene una superficie total de 63.17 km², de la cual 63.17 km² corresponden a tierra firme y (0%) 0 km² es agua.

## Demografía
Según el censo de 2010, había 748 personas residiendo en Chapin. La densidad de población era de 11,84 hab./km². De los 748 habitantes, Chapin estaba compuesto por el 97.99% blancos, el 1.74% eran afroamericanos, el 0% eran amerindios, el 0% eran asiáticos, el 0% eran isleños del Pacífico, el 0% eran de otras razas y el 0.27% pertenecían a dos o más razas. Del total de la población el 0% eran hispanos o latinos de cualquier raza.